# Campeón de Campeones 1964-65
El Campeón de Campeones 1964-65 fue la XXIV edición del Campeón de Campeones que enfrentó al campeón de la Liga 1964-65: Guadalajara y al campeón de la Copa México 1964-65: América. El trofeo se jugó a partido único realizado en el Estadio Olímpico Universitariode la Ciudad de México. Al final de este, el Club Deportivo Guadalajara consiguió adjudicarse por sexta vez en su historia este trofeo.

## Información de los equipos
| Guadalajara |  |  |  | Campeón de la Primera División de México (1964-65) |
| América     |  |  |  | Campeón de la Copa México (1964-65)                |

## Previo
El Club América acababa de conseguir su cuarto título de Copa México derrotando en la final al Morelia, por el abultado marcador de 4 goles a 0. Por su parte el Guadalajara había logrado clasificarse a las semifinales de dicho torneo, pero cayó en esta instancia ante el propio Morelia, lo cual causó el asombro de la afición, la cual esperaba un clásico en la final copera. Con el triunfo del América en la copa, el clásico sí se dio pero 1 mes más tarde, en el partido para definir al Campeón de Campeones del fútbol mexicano.
El cuadro crema afrontó el reto de forma bastante optimista, incluso el técnico Scopelli aseguraba que el equipo se encontraba en óptimas condiciones y sólo un milagro le permitiría al Guadalajara ganar el encuentro. Una intensa campaña de publicidad realizada por la prensa capitalina y Telesistema Mexicano, dieron como resultado una venta de boletaje exitosa.
La delegación del equipo rojiblanco salió rumbo a la capital del país la noche del 11 de marzo de 1965. El entrenador Javier de la Torre, decidió adelantar el viaje con la intención de que sus jugadores pudieran observar el partido que disputaron las selecciones de México y Estados Unidos el día 12 de marzo, partido donde también tendrían participación gran parte de los titulares del equipo rayado.

## Desarrollo
El partido se jugó en la mañana del día 14 de marzo de 1965 en el  Estadio Olímpico Universitario de la Ciudad de México. El Guadalajara salió al campo con su mejor plantel, incorporando a los cinco jugadores que se habían concentrado con la selección, de igual manera el América dispuso de sus mejores hombres para afrontar el encuentro.
Desde el inicio el partido fue muy cerrado, ambos cuadros mostraron sus grandes intenciones por conquistar el trofeo, sin embargo al paso de los minutos el juego se empezó a tornar rudo y los ánimos comenzaron a calentarse. La primera bronca del juego se produce con un encuentro entre Javier Valdivia y Alfonso Portugal, después del cual el americanista tiene que abandonar momentáneamente la cancha. 
Después de las reclamaciones por parte de los cremas, Héctor Hernández empieza a discutir con Ibarreche, después con Mendoza y finalmente con Antonio Jasso quien le da un cabezazo, a lo que Hernández contesta con una patada, el defensa del Guadalajara  Guillermo Sepúlveda recibe otro cabezazo del "Güero" Jasso, a lo que el "Tigre" respondió con una patada. En ese momento, el árbitro Rafael Valenzuela decide expulsar a Hernández y Sepúlveda por parte del Guadalajara y a Jasso por el bando del América.
Ya con 9 y 10 hombres por equipo respectivamente, el partido bajo un poco de intensidad, el Guadalajara parecía querer mantener el empate por lo menos hasta que llegara el medio tiempo, mientras que el América no podía generar alguna jugada de peligro. En tiempo de compensación, Portugal metió la mano a un pase que Valdivia hizo a Isidoro Díaz, el árbitro lo observó y marcó un tiro libre fuera del área, el cual fue ejecutado por el propio "Chololo" Díaz, quien se encargó de marcar así el primer gol de los rojiblancos.
El empate del América llega empezando el segundo tiempo por conducto de Javier Fragoso a pase de Fernando Ortiz. El segundo gol del Guadalajara llegó por conducto de Jara, la jugada inició por la banda izquierda después de un error de Severo de Sales, Agustín Moreno lanzó un pase corto con dirección a Valdivia, quien se encargó de pasarla a Díaz, el cual a su vez lanzó un centro preciso a la posición de Jara quien sería el encargado de disparar a portería.

## El partido
| 14 de marzo de 1965                             | Guadalajara         | 2:1 (1:0) | América     | Estadio Olímpico Universitario, Ciudad de México              |                                                               |
|                                                 | Díaz 45' · Jara 75' |           | Fragoso 50' | Asistencia: 70 000 espectadores Árbitro(s): Rafael Valenzuela | Asistencia: 70 000 espectadores Árbitro(s): Rafael Valenzuela |
| Guadalajara Campeón de Campeones 1964-65 (2:0). |                     |           |             |                                                               |                                                               |

|       | POR   | Ignacio Calderón    |  |
|       | DEF   | Arturo Chaires      |  |
|       | DEF   | Guillermo Sepúlveda |  |
|       | DEF   | Juan Jasso          |  |
|       | DEF   | José Villegas       |  |
|       | MED   | Sabás Ponce         |  |
|       | MED   | Agustín Moreno      |  |
|       | DEL   | Isidoro Díaz        |  |
|       | DEL   | Javier Valdivia     |  |
|       | DEL   | Héctor Hernández    |  |
|       | DEL   | Francisco Jara      |  |
| D. T. | D. T. | Javier de la Torre  |  |

|       | POR   | Ataúlfo Sánchez     |  |
|       | DEF   | Severo de Sales     |  |
|       | DEF   | Alfonso Portugal    |  |
|       | DEF   | Juan Martínez Bosco |  |
|       | DEF   | Martín Ibarreche    |  |
|       | MED   | Antonio Jasso       |  |
|       | MED   | Víctor Mendoza      |  |
|       | DEL   | Arlindo             |  |
|       | DEL   | Federico Ortiz      |  |
|       | DEL   | Vavá                |  |
|       | DEL   | Javier Fragoso      |  |
| D. T. | D. T. | Alejandro Scopelli  |  |

| 45' · 75' | Isidoro Díaz Francisco Jara | 1:0 2:1 |

| 50' | Javier Fragoso | 1:1 |

| 10' | Héctor Hernández Guillermo Sepúlveda |

| 10' | Antonio Jasso |

| Principal | Rafael Valenzuela |

|       | POR   | Ignacio Calderón    |  |
|       | DEF   | Arturo Chaires      |  |
|       | DEF   | Guillermo Sepúlveda |  |
|       | DEF   | Juan Jasso          |  |
|       | DEF   | José Villegas       |  |
|       | MED   | Sabás Ponce         |  |
|       | MED   | Agustín Moreno      |  |
|       | DEL   | Isidoro Díaz        |  |
|       | DEL   | Javier Valdivia     |  |
|       | DEL   | Héctor Hernández    |  |
|       | DEL   | Francisco Jara      |  |
| D. T. | D. T. | Javier de la Torre  |  |

|       | POR   | Ataúlfo Sánchez     |  |
|       | DEF   | Severo de Sales     |  |
|       | DEF   | Alfonso Portugal    |  |
|       | DEF   | Juan Martínez Bosco |  |
|       | DEF   | Martín Ibarreche    |  |
|       | MED   | Antonio Jasso       |  |
|       | MED   | Víctor Mendoza      |  |
|       | DEL   | Arlindo             |  |
|       | DEL   | Federico Ortiz      |  |
|       | DEL   | Vavá                |  |
|       | DEL   | Javier Fragoso      |  |
| D. T. | D. T. | Alejandro Scopelli  |  |

| 45' · 75' | Isidoro Díaz Francisco Jara | 1:0 2:1 |

| 50' | Javier Fragoso | 1:1 |

| 10' | Héctor Hernández Guillermo Sepúlveda |

| 10' | Antonio Jasso |

| Principal | Rafael Valenzuela |

|       | POR   | Ignacio Calderón    |  |
|       | DEF   | Arturo Chaires      |  |
|       | DEF   | Guillermo Sepúlveda |  |
|       | DEF   | Juan Jasso          |  |
|       | DEF   | José Villegas       |  |
|       | MED   | Sabás Ponce         |  |
|       | MED   | Agustín Moreno      |  |
|       | DEL   | Isidoro Díaz        |  |
|       | DEL   | Javier Valdivia     |  |
|       | DEL   | Héctor Hernández    |  |
|       | DEL   | Francisco Jara      |  |
| D. T. | D. T. | Javier de la Torre  |  |

|       | POR   | Ataúlfo Sánchez     |  |
|       | DEF   | Severo de Sales     |  |
|       | DEF   | Alfonso Portugal    |  |
|       | DEF   | Juan Martínez Bosco |  |
|       | DEF   | Martín Ibarreche    |  |
|       | MED   | Antonio Jasso       |  |
|       | MED   | Víctor Mendoza      |  |
|       | DEL   | Arlindo             |  |
|       | DEL   | Federico Ortiz      |  |
|       | DEL   | Vavá                |  |
|       | DEL   | Javier Fragoso      |  |
| D. T. | D. T. | Alejandro Scopelli  |  |

| 45' · 75' | Isidoro Díaz Francisco Jara | 1:0 2:1 |

| 50' | Javier Fragoso | 1:1 |

| 10' | Héctor Hernández Guillermo Sepúlveda |

| 10' | Antonio Jasso |

| Principal | Rafael Valenzuela |

|       | POR   | Ignacio Calderón    |  |
|       | DEF   | Arturo Chaires      |  |
|       | DEF   | Guillermo Sepúlveda |  |
|       | DEF   | Juan Jasso          |  |
|       | DEF   | José Villegas       |  |
|       | MED   | Sabás Ponce         |  |
|       | MED   | Agustín Moreno      |  |
|       | DEL   | Isidoro Díaz        |  |
|       | DEL   | Javier Valdivia     |  |
|       | DEL   | Héctor Hernández    |  |
|       | DEL   | Francisco Jara      |  |
| D. T. | D. T. | Javier de la Torre  |  |

|       | POR   | Ataúlfo Sánchez     |  |
|       | DEF   | Severo de Sales     |  |
|       | DEF   | Alfonso Portugal    |  |
|       | DEF   | Juan Martínez Bosco |  |
|       | DEF   | Martín Ibarreche    |  |
|       | MED   | Antonio Jasso       |  |
|       | MED   | Víctor Mendoza      |  |
|       | DEL   | Arlindo             |  |
|       | DEL   | Federico Ortiz      |  |
|       | DEL   | Vavá                |  |
|       | DEL   | Javier Fragoso      |  |
| D. T. | D. T. | Alejandro Scopelli  |  |

| 45' · 75' | Isidoro Díaz Francisco Jara | 1:0 2:1 |

| 50' | Javier Fragoso | 1:1 |

| 10' | Héctor Hernández Guillermo Sepúlveda |

| 10' | Antonio Jasso |

| Principal | Rafael Valenzuela |

| Campeón de Campeones 1964-65 |
| ---------------------------- |
|                              |
| Guadalajara                  |
| 6° Título                    |